# Eleonore von Anjou

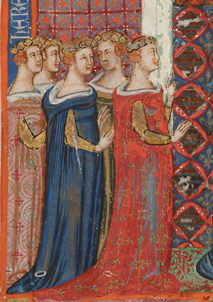
Eleonore von Anjou mit ihren Schwestern (Anjou-Bibel in der Bibliothek der Katholieke Universiteit Leuven)

Eleonore von Anjou (französisch Éléonore d’Anjou; italienisch Eleonora d’Angiò; * 1289 in Neapel; † 10. August 1341 im Kloster San Nicolò l’Arena bei Nicolosi) war als Gemahlin Friedrichs II. von 1303 bis 1337 Königin von Sizilien. Sie gebar ihrem Gatten neun Kinder, darunter den Thronfolger Peter II. Mehrfach versuchte sie sich außenpolitisch erfolglos als Vermittlerin, so 1312 beim Ausbruch des Krieges zwischen ihrem Gatten und ihrem Bruder Robert von Anjou sowie mehrmals beim Konflikt ihres Gemahls mit dem Heiligen Stuhl. Nach dem Tod Friedrichs II. 1337 bemühte sie sich, größeren poltiischen Einfluss zu gewinnen, konnte sich aber gegen die mit ihr um die Macht rivalisierende Elisabeth von Kärnten, Gattin des neuen Königs Peter II., nicht durchsetzen. Ihre letzten Lebensjahre verbrachte sie in Zurückgezogenheit.

## Leben

### Frühes Leben; Heirat mit Friedrich II. von Sizilien
Die dem Haus Anjou entstammende Eleonore war die dritte Tochter des neapolitanischen Königs Karl II. und seiner Gattin Maria von Ungarn. Über ihre Kindheit, die sie vermutlich in den Königsschlössern in Neapel verbrachte, ist wenig bekannt. Sie wurde als Zehnjährige 1299 mit Philippe de Toucy, Herrn von Terza, verlobt. Kurz darauf wurde Papst Bonifatius VIII. ersucht, ihr Eheversprechen zu annullieren. Der Pontifex beauftragte den Erzbischof von Neapel, Filippo Minutolo, am 27. Februar 1300 brieflich mit der Untersuchung der Angelegenheit und löste dann durch eine Bulle Eleonores Verlöbnis aufgrund des jungen Alters der Prinzessin wieder auf.
Anfang 1302 wurde eine Heirat Eleonores mit Sancho, dem zweiten Sohn König Jakobs II. von Mallorca, erwogen. König Jakob II. von Aragón unterstützte dieses Eheprojekt, das indessen nicht zustande kam. Als Bestandteil des am 31. August 1302 abgeschlossenen Friedens von Caltabellotta, der den Konflikt zwischen Eleonores Vater und König Friedrich II. von Sizilien um die Vorherrschaft im süditalienischen Mittelmeerraum beilegen sollte, wurde Eleonore als Gemahlin Friedrichs II. ausersehen. Karl II. von Neapel erkannte seinen Schwiegersohn als König Siziliens auf Lebenszeit an. Die Beschädigung der für den Transport der Prinzessin nach Sizilien vorgesehenen Flotte durch einen Sturm verzögerte Eleonores Abreise um einige Monate. Abgesandte Friedrichs II. reisten an den Hof König Karls II., um die Braut abzuholen. Eleonore brach mit ihnen sowie mit ihrem Bruder Johann, dem Grafen Pietro Ruffo von Catanzaro, dem Bischof Giovanni Allegri von Ravello und ihrem Hofstaat am 25. März 1303 nach Reggio Calabria auf. Dort kam sie eineinhalb Monate später an, setzte Mitte Mai nach Messina über und hielt ihren umjubelten Einzug in die Stadt. In Begleitung der Grafen von Catanzaro und Ariano begab sich die Braut am 26. Mai 1303 in die Kathedrale von Messina und wurde hier in einer vom Erzbischof geleiteten Zeremonie mit Friedrich II. von Sizilien vermählt. Nach zweitägigen prunkvollen Hochzeitsfeierlichkeiten fuhr Eleonore mit ihrem Gemahl nach Palermo, während ihr Gefolge nach Neapel zurückkehrte.

### Nachkommen
Über das Leben Eleonores in den ersten Jahren ihrer Ehe mit Friedrich II. liegen nur wenige Nachrichten vor. Sie hatte eine reiche Mitgift in Form von Edelsteinen mitgebracht. Im Laufe der Ehe bekamen sie und ihr Gemahl neun Kinder:
- Konstanze (* um 1304; † nach 1344), ⚭ I. 1317 König Heinrich II. von Zypern (* 1271; † 1324), ⚭ II. 1331 König Leon V. von Armenien (* 1309; † 1341), ⚭ III. 1343 Johann von Lusignan († 1375)
- Peter II. von Sizilien (* 1305; † August 1342) ⚭ 1323 Elisabeth von Kärnten, Tochter von Herzog Otto III. von Kärnten
- Roger (* 1305; † jung)
- Manfred (* 1306; † 9. November 1317), Herzog von Athen
- Elisabeth (* um 1310; † 21. März 1349), ⚭ 1328 Herzog Stephan II. von Niederbayern-Landshut (* 1319; † 1375)
- Wilhelm II. (* 1312; † 22. August 1338), Herzog von Athen, ⚭ 1335 Maria Álvarez de Aragon († um 1363)
- Johann II. (* 1317; † 3. April 1348), Herzog von Athen, ⚭ Cesarina Lancia
- Katharina (* 1320; † 1342), Äbtissin von Santa Chiara Messina
- Margarete (* 1331; † 1377), ⚭ 1348 Pfalzgraf Rudolf II. (* 1306; † 1353)

### Königin

#### Verwalterin der Königinnenkammer
König Friedrich II. übertrug seiner Gemahlin im August 1305 – kurz nach der Geburt ihres ältesten Sohns und Thronfolgers Peter (II.) – die Burg und das Gebiet der im Südosten Siziliens gelegenen Gemeinde Avola samt der Zivil- und Strafgerichtsbarkeit als Lehen. Diese Schenkung bildete den Kern der allmählich um zusätzliche Gebiete erweiterten sog. Königinnenkammer, die auch den auf Eleonore folgenden sizilischen Königinnen als Territorialgut zur Verfügung stand. Im Verlauf ihrer Ehe erhielt Eleonore von ihrem Gatten weitere Städte übertragen, u. a. Syrakus (1314), Lentini, Mineo, Vizzini, Paternò und Castiglione di Sicilia. Sie musste jedoch ihrem Gemahl als Lehnsherrn huldigen. Bald übte sie de facto die Hoheitsrechte in der Königinnenkammer aus und ernannte eigene Vikare als Verwalter dieses Gebiets, so im August 1315 Ludovico Starabba und im August 1321 Guglielmo Perno. Zu ihren administrativen Entscheidungen gehörte u. a. die im Juli 1323 angeordnete Untersuchung einer  vom Kaufmann Antonio Maniscalea bei ihr gemeldeten Beschädigung seiner Waren bei deren Ausfuhr über den Hafen von Syrakus, für die er eine Zollermäßigung verlangte. Die Königin hatte auch ein Mitspracherecht bei der Wahl bedeutenderer kommunaler Beamter. Insbesondere in die Belange der wichtigen Stadt Syrakus mischte sich der König aber weiterhin ein. So bedurfte Eleonore 1335 bei der Ernennung von Niccolò Grillo zum Kastellan von Syrakus der Zustimmung ihres Gemahls.

#### Rolle in der Außenpolitk
Als König Heinrich VII. Anfang 1312 nach Rom zog, um sich zum Kaiser krönen zu lassen, zeigte sich Eleonores Ehemann, König Friedrich II., als dessen eifriger Verbündeter. Damals brach zwischen Friedrich II. und Eleonores papsttreuem Bruder Robert von Anjou, König von Neapel, ein Krieg aus, in dem Eleonore zu vermitteln versuchte. Im Juni 1312 hatte sich der Ritter Bertrando da Canelli im Auftrag König Jakobs II. von Aragón zu ihr begeben und um ihre Hilfe ersucht, Friedrich II. von seiner Allianz mit dem Kaiser abzubringen. Eleonores Vermittlungsbemühungen blieben indessen erfolglos. In der Folge kam es zwischen Friedrich II. und dem Heiligen Stuhl zum offenen Konflikt. Der Papst Clemens V. selbst forderte nun 1314 Eleonore brieflich auf, ihren Gatten zu einem Ausgleich mit Robert von Anjou zu bewegen. Auch diese Initiative verlief im Sand.
1319 war Eleonore offenbar schwer krank, da ihr Papst Johannes XXII. im November dieses Jahres brieflich in einer von ihm erlassenen Ausnahmebestimmung gestattete, trotz des über Sizilien verhängten Interdikts an Gottesdiensten teilzunehmen, die Letzte Ölung zu empfangen und wegen ihrer schwächlichen Konstitution in der Fastenzeit abends fleischliche Nahrung zu essen.
Für die folgenden Jahre liegen nur wenige überlieferte Nachrichten über die Königin vor. Ihr Gatte unterstützte 1320 die Ghibellinen in Norditalien militärisch bei ihrer Verwüstung der Küste Genuas und zog zur Ergänzung seiner erschöpften Kriegsmittel einige Kirchengüter ein, weshalb der Papst im Januar 1321 erneut das zwischenzeitlich aufgehobene Interdikt über Sizilien verhängte. In Reaktion darauf ernannte Friedrich II. seinen ältesten Sohn Peter am 18. April 1321 zum Mitregenten als König Siziliens und ließ ihn am 19. April 1322 in Palermo in einer feierlichen Zeremonie krönen, an der auch Eleonore teilnahm. 1325 unternahm Karl von Kalabrien im Auftrag seines Vaters Robert von Anjou mit einer großen Flotte einen Angriff auf Sizilien, belagerte vergeblich Palermo, verwüstete fruchtbare Felder und griff Messina an. Eleonore wollte mit ihrem Neffen unterhandeln, doch Karl von Kalabrien weigerte sich, sie zu empfangen und einem Waffenstillstand zuzustimmen. Im Juni und Juli 1329 verbreitete eine heftige Eruption des Ätnas Schrecken unter den Bewohnern Siziliens. Im gleichen Jahr versuchte Eleonore auf die Bitte von Papst Johannes XXII., jedoch wiederum vergeblich, einen Frieden zwischen ihrem Gemahl und dem Königreich Neapel sowie der katholischen Kirche herbeizuführen.
Als deutsche Söldner des kurz zuvor nach Sizilien zurückgekehrten Adligen Giovanni II. Chiaramonte Ende April 1332 bei einem Zusammenstoß mit einem feindlichen Clan dessen Anführer Francesco I. Ventimiglia schwer verletzten, verbannte König Friedrich II. den Adligen von der Insel. Chiaramonte verschanzte sich aber in einer seiner Burgen und rüstete zum Kampf gegen den König. In dieser Situation fruchteten Eleonores Vermittlungsbemühungen insoweit, als sie Chiaramonte, dem sie wohlgesinnt war, überzeugen konnte, Sizilien rasch zu verlassen, um nicht der Todesstrafe als Aufrührer zu verfallen.
Anfang 1333 sandte Eleonore eine Gesandtschaft an die päpstliche Kurie zu Avignon und versuchte letztmalig, einen Ausgleich zwischen ihrem Gemahl und dem Pontifex zustande zu bringen. Johannes XXII. reagierte positiv auf ihre Initiative und schrieb ihr am 8. September 1333, dass er nicht direkt mit dem exkommuniziertem sizilischen König verhandeln könne, doch erteile er ihr den Auftrag, ihren Gatten wieder mit der katholischen Kirche zu versöhnen. Indessen erreichte Eleonore nur, dass der Papst kurzzeitig das über Sizilien verhängte Interdikt aufhob. Über ihre Aktivitäten in den letzten Jahren der Regierung Friedrichs II. liegen wiederum nur spärliche Informationen vor.

### Königinwitwe; Tod
Am 25. Juni 1337 starb König Friedrich II. von Sizilien nahe Paternò. Eleonore war beim Tod ihres Gatten an seiner Seite und ließ seinen Leichnam in der Kathedrale von Catania beisetzen. In seinem letzten Willen hatte der verstorbene König seine Gattin neben dem Bischof von Syrakus, dem sizilischen Großkanzler Raimondo Peralta und anderen hochgestellten Persönlichkeiten zur Testamentsvollstreckerin ernannt. Eleonore versuchte nun größeren Einfluss auf die sizilische Politik zu gewinnen, zumal ihr ältester Sohn Peter II., der seinem Vater auf den Thron gefolgt war, geringes Interesse an den Regierungsangelegenheiten bekundete. Sie erreichte gegen Ende 1337 die Rückberufung und Rehabilitierung ihres Vertrauten Giovanni Chiaramonte, obwohl dieser vorübergehend in den Dienst des angevinischen Feindes getreten war. Doch die Königin Elisabeth von Kärnten gewann bald großen Einfluss auf ihren Gemahl Peter II., vermochte so die Königinmutter in die Schranken zu weisen und verschaffte Mitgliedern der von ihr favorisierten Adelsfamilie der Palizzi hohe Staatsämter.
Nach der Rückkehr Chiaramontes war der alte Streit zwischen seiner Familie und jener der Ventimiglia erneut ausgebrochen. Als Ruggero Passaneto, Kastellan der südostsizilischen Stadt Lentini, 1338 verdächtigt wurde, den unter seiner Aufsicht stehenden Francesco II. Ventimiglia freilassen zu wollen, bot sich Eleonore vergeblich als Vermittlerin an. Der Kastellan wollte sie nicht empfangen; und erst der aragonesische Adlige Blasco II. Alagona löste die Krise durch Verhandlungen mit Passaneto. 1340 bemühte sich Eleonore erneut, eine Einigung mit dem Heiligen Stuhl zu erreichen, indem sie zwei Abgesandte nach Avignon schickte, die im Namen König Peters II. den Lehnseid für Sizilien schwören sollten. Papst Benedikt XII. wies dieses Angebot jedoch zurück und betrachtete Robert von Anjou als rechtmäßigen König Siziliens.
In ihren letzten Jahren führte Eleonore ein zurückgezogenes Leben und wohnte zuletzt im Dorf La Guardia nahe Catania. Ebenso wie ihr Gatte fühlte sie sich von der Spiritualität der Franziskaner angezogen und war die Schirmherrin vieler Kirchen und Klöster. Sie starb am 10. August 1341 im Alter von 52 Jahren im nahe der Gemeinde Nicolosi gelegenen Kloster San Nicolò l’Arena, das sie in ihrer letzten Lebenszeit oft zur Absolvierung von Bußübungen aufgesucht hatte. Ihr Leichnam wurde in der Kirche San Maria dell’Immacolata zu Catania beigesetzt.